# Evolución: la síntesis moderna
Evolución: la síntesis moderna (en el inglés original, Evolution: The Modern Synthesis) es un libro publicado en 1942 por Julian Huxley (nieto de Thomas Henry Huxley) y se considera como una de las obras más importantes de la síntesis evolutiva moderna.
Fue publicado por la firma «Allen & Unwin» de Londres en 1942 y reimpreso en 1943, 1944, 1945, 1948, 1955. La segunda edición, con una nueva introducción y bibliografía del autor, data de 1963. La tercera edición, con nueva introducción y bibliografía de 9 contribuyentes, es de 1974. La primera edición norteamericana es de «Harper» en el año 1943. En español, la primera edición data de 1946 por la Editorial Losada y la traducción de la segunda edición es de 1965 por la misma editorial. 

## Su importancia
En este libro Huxley trata el tema de la evolución biológica en toda su extensión. Escribió el libro mientras se desempeñaba como secretario de la Sociedad Zoológica de Londres, por lo que tuvo acceso a una gran colección de trabajos dedicados al tema y publicados en las primeras décadas del siglo XX. Su rol ha sido el de "sintetizador".
Los términos "síntesis evolutiva" y "teoría sintética" fueron acuñados por Julian Huxley en este libro, en el que también introdujo el término Biología evolutiva en vez de la frase "estudio de la evolución".
De hecho Huxley fue el primero en señalar que la evolución «debía ser considerada el problema más central y el más importante de la Biología y cuya explicación debía ser abordada mediante hechos y métodos de cada rama de la ciencia, desde la Ecología, la Genética, la Paleontología, la Embriología, la Sistemática hasta la Anatomía comparada y la distribución geográfica, sin olvidar los de otras disciplinas como la Geología, la Geografía y las Matemáticas».
Los comentarios del libro en las revistas especializadas fueron poco menos que de éxtasis; la revista científica American Naturalist lo llamó "El tratado de evolución sobresaliente de la década, tal vez del siglo. El enfoque es completamente científico, el dominio de la información básica increíble."